# Schiffskatastrophe auf dem Haderslebener Damm

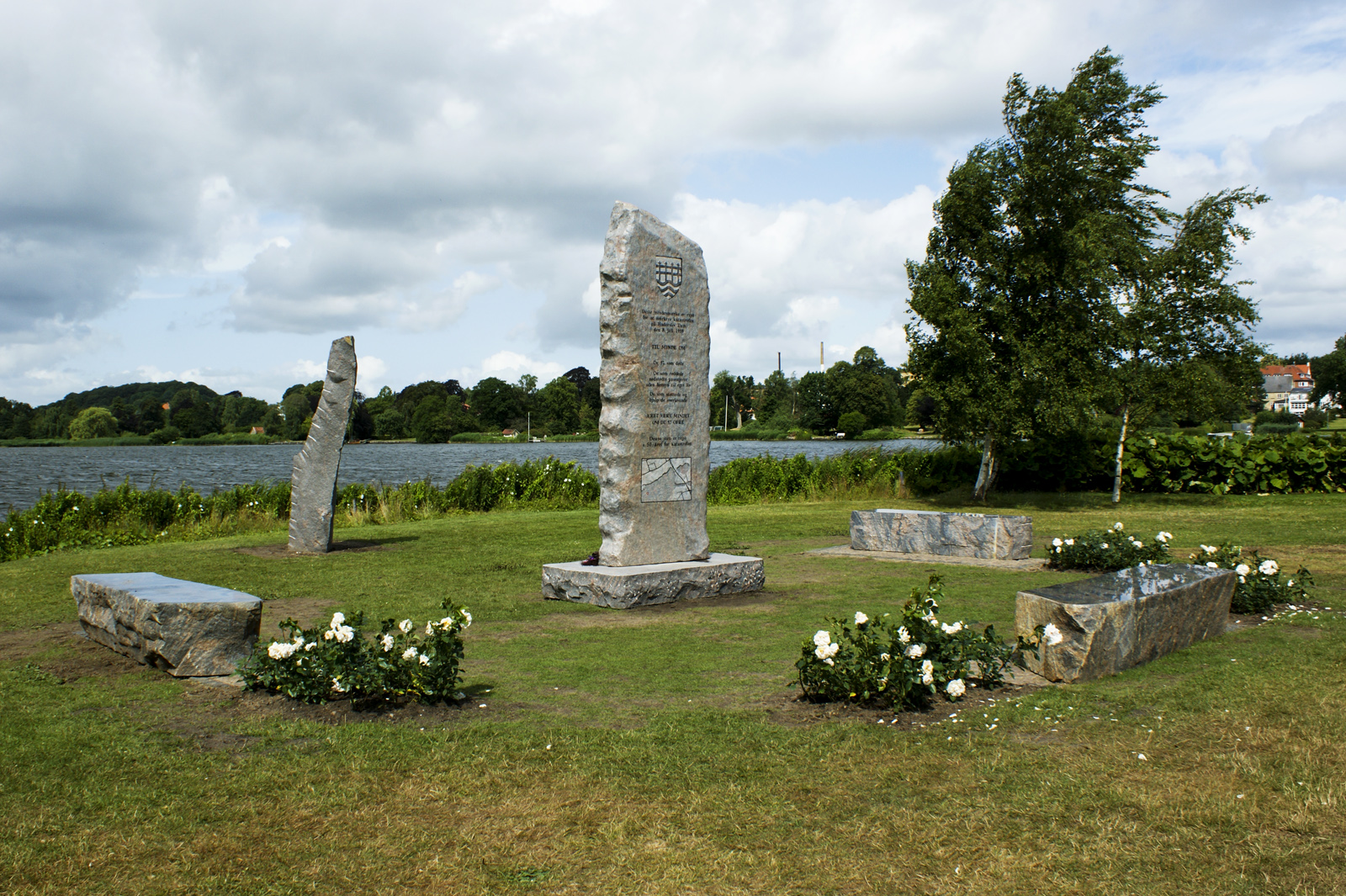
2009 wurde im Haderslev Dampark ein Denkmal für die Todesopfer der Katastrophe eingeweiht.

Die Schiffskatastrophe auf dem Haderslebener Damm ereignete sich am 8. Juli 1959 auf dem Stausee Haderslebener Damm unweit der dänischen Stadt Hadersleben in Nordschleswig. Ein völlig überfülltes Passagierschiff geriet durch Fahrlässigkeit in Brand, 57 Menschen starben.

## Hergang und Folgen
Das Ausflugsboot Turisten verfügte über einen Benzinmotor. Es war für 35 Passagiere zugelassen, am Unglückstag jedoch mit 94 Personen überbesetzt. Als es sich auf Höhe des Friedhofs Damager befand, stockte der Motor, wahrscheinlich aufgrund von Problemen mit der Benzinzufuhr. Der Bootsführer versuchte, über Gummischläuche Benzin aus einem Reservetank zuzuführen. Dabei gelangte Benzin direkt in den heißgelaufenen Motor und verursachte eine Explosion. Binnen Sekunden stand das Schiff in Flammen. Der Bootsführer versuchte noch, die Turisten in flaches Wasser zu lenken. Doch die meisten Passagiere versuchten bereits, sich durch einen Sprung ins Wasser zu retten. Zahlreiche Passagiere starben in den Flammen. Noch mehr Menschen ertranken. Obwohl sofort Großalarm gegeben wurde und zahlreiche Helfer schnell zur Stelle waren, kam für 54 Menschen jede Hilfe zu spät. Drei weitere starben in den folgenden Tagen an den schweren Verbrennungen.
Infolge des Unglückes verschärfte Dänemark die gesetzlichen Bestimmungen und schrieb die ausschließliche Verwendung von Dieselkraftstoffen in Motoren von Passagierschiffen vor. 
Bis heute ist die Havarie der Turisten die größte Katastrophe in der jüngeren Geschichte der Stadt Hadersleben geblieben.